# Selección femenina de fútbol sub-20 de Uruguay
La selección femenina de fútbol sub-20 de Uruguay es el equipo que representa al país en las competiciones de esa categoría. Está conformada por jugadoras convocadas de nacionalidad uruguaya que sean menores de 20 años de edad. Su organización está a cargo de la Asociación Uruguaya de Fútbol, miembro de la Conmebol y de la FIFA.
Participa cada dos años del Campeonato Sudamericano Femenino Sub-20, organizado por la Confederación Sudamericana de Fútbol. En 2020, superó por primera vez en su historia la primera fase de la competición, sin embargo el torneo se cancelaría como medida al avance de la pandemia de COVID-19; en 2022 volvería a pasar a la ronda final, esta vez terminando en el tercer lugar, detrás de las clasificadas al mundial de ese año, Brasil y Colombia. Hasta la fecha, no ha podido participar de la Copa Mundial Femenina de su categoría.

## Estadísticas

### Copa Mundial Femenina Sub-20
| Año   | Ronda        | Posición     | PJ           | PG           | PE           | PP           | GF           | GC           | Goleadora    |
| ----- | ------------ | ------------ | ------------ | ------------ | ------------ | ------------ | ------------ | ------------ | ------------ |
| 2002  | No participó | No participó | No participó | No participó | No participó | No participó | No participó | No participó | No participó |
| 2004  | No clasificó | No clasificó | No clasificó | No clasificó | No clasificó | No clasificó | No clasificó | No clasificó | No clasificó |
| 2006  | No clasificó | No clasificó | No clasificó | No clasificó | No clasificó | No clasificó | No clasificó | No clasificó | No clasificó |
| 2008  | No clasificó | No clasificó | No clasificó | No clasificó | No clasificó | No clasificó | No clasificó | No clasificó | No clasificó |
| 2010  | No clasificó | No clasificó | No clasificó | No clasificó | No clasificó | No clasificó | No clasificó | No clasificó | No clasificó |
| 2012  | No clasificó | No clasificó | No clasificó | No clasificó | No clasificó | No clasificó | No clasificó | No clasificó | No clasificó |
| 2014  | No clasificó | No clasificó | No clasificó | No clasificó | No clasificó | No clasificó | No clasificó | No clasificó | No clasificó |
| 2016  | No clasificó | No clasificó | No clasificó | No clasificó | No clasificó | No clasificó | No clasificó | No clasificó | No clasificó |
| 2018  | No clasificó | No clasificó | No clasificó | No clasificó | No clasificó | No clasificó | No clasificó | No clasificó | No clasificó |
| 2022  | No clasificó | No clasificó | No clasificó | No clasificó | No clasificó | No clasificó | No clasificó | No clasificó | No clasificó |
| 2024  | No clasificó | No clasificó | No clasificó | No clasificó | No clasificó | No clasificó | No clasificó | No clasificó | No clasificó |
| 2026  | Por definir  | Por definir  | Por definir  | Por definir  | Por definir  | Por definir  | Por definir  | Por definir  | Por definir  |
| Total | 0/11         | –º           | 0            | 0            | 0            | 0            | 0            | 0            | –            |

### Campeonato Sudamericano Femenino Sub-20
| Año   | Ronda                | Posición             | PJ                   | PG                   | PE                   | PP                   | GF                   | GC                   | Goleadora                |
| ----- | -------------------- | -------------------- | -------------------- | -------------------- | -------------------- | -------------------- | -------------------- | -------------------- | ------------------------ |
| 2004  | No participó         | No participó         | No participó         | No participó         | No participó         | No participó         | No participó         | No participó         | No participó             |
| 2006  | Primera fase         | 9.º                  | 4                    | 0                    | 1                    | 3                    | 3                    | 14                   | María Inés Rusch: 2      |
| 2008  | Primera fase         | 10.º                 | 4                    | 0                    | 1                    | 3                    | 5                    | 14                   | ?                        |
| 2010  | Primera fase         | 8.º                  | 4                    | 1                    | 0                    | 3                    | 4                    | 15                   | Juliana Castro: 2        |
| 2012  | Primera fase         | 6.º                  | 4                    | 2                    | 0                    | 2                    | 5                    | 12                   | Carolina Birizamberri: 2 |
| 2014  | Primera fase         | 9.º                  | 4                    | 0                    | 1                    | 3                    | 5                    | 16                   | Gimena Lorenzo: 2        |
| 2015  | Primera fase         | 8.º                  | 4                    | 1                    | 1                    | 2                    | 5                    | 10                   | Yamila Badell: 3         |
| 2018  | Primera fase         | 8.º                  | 4                    | 1                    | 0                    | 3                    | 3                    | 9                    | Esperanza Pizarro: 2     |
| 2020  | Pasaje a Ronda final | Pasaje a Ronda final | Pasaje a Ronda final | Pasaje a Ronda final | Pasaje a Ronda final | Pasaje a Ronda final | Pasaje a Ronda final | Pasaje a Ronda final | Esperanza Pizarro: 7     |
| 2022  | Ronda final          | 3.º                  | 7                    | 4                    | 0                    | 3                    | 21                   | 8                    | Belén Aquino: 10         |
| 2024  | Primera fase         | 9.º                  | 4                    | 0                    | 0                    | 4                    | 3                    | 7                    | Félix, Cola y Pereira: 1 |
| Total | 9/10                 | 8º                   | 39                   | 9                    | 4                    | 26                   | 54                   | 105                  | Belén Aquino: 10         |

## Jugadoras

### Última convocatoria
Lista de convocadas para el Sudamericano Femenino Sub-20 de 2022 en Chile.